# États de Guernesey
La Cohue

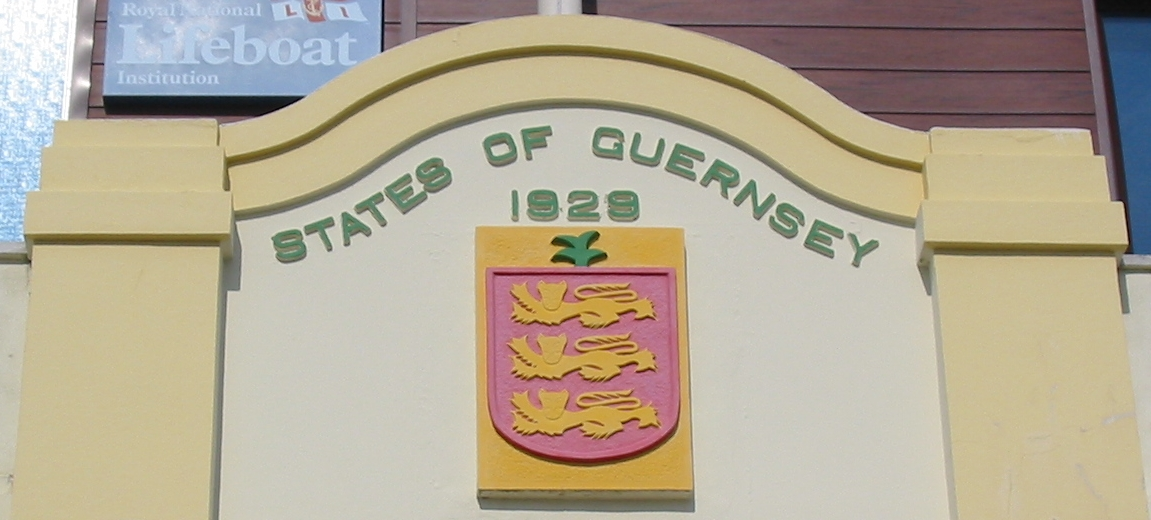
Armoiries des États de Guernesey.

Les États de Guernesey (en anglais : States of Guernsey) sont le parlement du Bailliage de Guernesey. Certaines lois et ordonnances approuvées par les États de Guernesey s'appliquent également aux îles d'Aurigny et de Sercq (les autres composantes du bailliage de Guernesey). Tous les textes législatifs des États de Guernesey s'appliquent également à l'île d'Herm dépendante des États de Guernesey.

## Étymologie
La terminologie, aujourd'hui anglicisée, reprend la traduction exacte des appellations françaises traditionnelles selon la coutume de Normandie appliquée aux îles Anglo-Normandes. La législature parlementaire porte le nom officiel des « États de Délibération » (States of Deliberation) et lorsque le collège électoral est constitué, il est appelé « États de l'Élection » (States of Election).
L'assemblée parlementaire porte le nom de la « Cohue » (en guernesiais : la Cohue Dgèrnésy, en anglais : the Cohue of Guernsey).

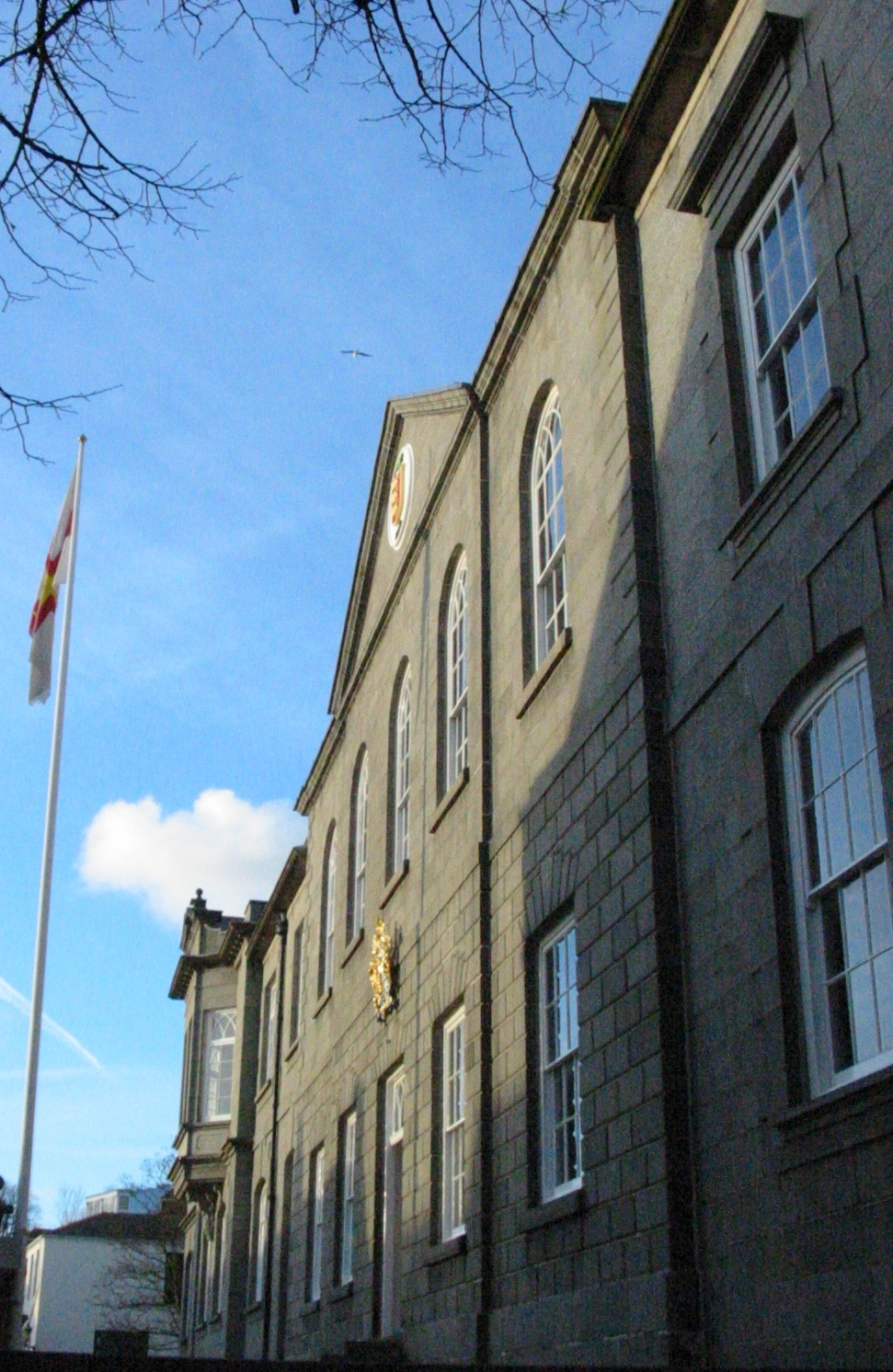
Armoiries et drapeau guernesiais en façade des États de Guernesey.

La législation vote des textes législatifs désignés sous le vocable français « Loi » et prennent effet par l'Ordre-du-Conseil (Order-in-Council). Les textes législatifs mineurs ou secondaires sont dénommés avec le mot français "Ordonnances" et traduits en anglais par Ordinance.

## Composition
Les États se composent de 40 députés (47 avant 2012), élus par des circonscriptions électorales tous les quatre ans. 38 d'entre eux (45 avant 2012) représentent l'ensemble des paroisses de Guernesey auxquels il faut ajouter deux députés nommés par les États d'Aurigny pour représenter les intérêts de l'île d'Aurigny selon l'Accord de 1948. Les représentants d'Aurigny sont membres à part entière des "États de Délibération", mais ne sont pas rémunérés, et sont choisis parmi les 10 membres des États d'Aurigny, après un plébiscite à l'échelle de cette petite île. Les trente huit députés élus directement par la population le sont selon un mode de scrutin plurinominal majoritaire dans une unique circonscription électorale. Les habitants ont autant de votes qu'il y a de sièges à pourvoir, et les utilisent à raison d'une voix pour un candidat à la fois, sans toutefois être contraint de les utiliser toutes. Les candidats ayant reçu le plus de votes sont alors déclarés élus.
Le droit de vote s'acquiert à seize ans. Depuis 2020, l'age minimum pour se présenter aux élections est de dix-huit ans, contre vingt précédemment.
Il y a également deux membres non-votants, avocats de la Couronne, portant une dénomination franco-guernesiaise, le procureur général (the Procureur) et le contrôleur général (the Comptroller) tous deux nommés par le roi ou la reine. 
Le bailli préside les États de Guernesey. Le Service des archives de l'île et états de Guernesey (States of Guernsey Island Archives) est un service d'archives nationales du bailliage de Guernesey, dans les îles Anglo-Normandes, dépendant des États de Guernesey.

## Historique
Depuis la Seconde Guerre mondiale, les jurés-justiciers, représentant la Couronne et les représentants de l'Église d'Angleterre ont été remplacés lors des réformes constitutionnelles qui suivent la Seconde Guerre mondiale, par l'introduction de la fonction de Conseiller.
Jusqu'à l'élection générale de l'an 2000, il y avait 33 députés élus avec un mandat de trois ans, et 12 Conseillers représentant le Bailliage de Guernesey, pour un mandat de six ans, renouvelés par moitié tous les trois ans. Les Conseillers n'ont pas été initialement élus directement par le peuple (élu directement par le bailliage), mais la fonction de Conseiller a été supprimée en 2004. Les 10 représentants de la Douzaine (représentant les autorités paroissiales) ont été révoqués des États de Guernesey dans la réforme constitutionnelle de 2004 et remplacés par des membres élus. À la suite des élections de 2012, le total de ces derniers passe de 45 à 38, auxquels s'ajoutent toujours les deux représentants d'Aurigny. Les sièges supprimés sont répartis de la plupart des circonscriptions, dont les limites ne sont pas modifiées.
Jusqu'en 2020, les trente huit députés élus directement par la population le sont selon un mode de scrutin plurinominal majoritaire dans sept circonscriptions électorales de cinq a six sièges. Les habitants ont autant de votes qu'il y a de sièges à pourvoir et les utilisent à raison d'une voix pour un candidat à la fois, sans toutefois être contraint de les utiliser toutes. Les candidats ayant reçu le plus de votes sont alors déclarés élus. Les sièges sont répartis dans les sept circonscriptions à raison de 5 sièges pour les districts du Sud Est, de l'Ouest, de Sainte-Marie-du-Câtel et de Port de Saint Pierre Sud, et 6 pour ceux de Le Valle, Port de Saint Pierre Nord et Saint-Samson. 
Les électeurs étant dotés d'autant de voix que de sièges à pourvoir, le nombre de celles ci est largement supérieur au total des votants, avec en moyenne 4,6 voix pour chacun d'eux en 2012 et 4,8 en 2016, la plupart des habitants n'utilisant pas la totalité de leurs voix. 

### Référendum de 2018
En juin 2017, le parlement décide de tenir un référendum le 10 octobre 2018 sur un changement du mode de scrutin. La population est amenée à choisir par le biais du système par classement du vote alternatif lequel d'entre cinq projets de système électoral elle souhaite utiliser à l'avenir pour les élections des membres de son parlement.
Le décompte des résultats donne une majorité de préférences à l'option A établissant une circonscription électorale unique, un système jugé propice à la formation de partis politiques au sein d'un parlement historiquement composé d'élus indépendants. La participation ayant dépassée les 40 % des inscrits, le nouveau système est mis en application pour les élections de 2020, selon un engagement du parlement.